# Dicranomyia willamettensis
Dicranomyia willamettensis là một loài ruồi trong họ Limoniidae. Chúng phân bố ở miền Tân bắc.